# Лиман (Старобельский район)
Лиман (укр. Лиман) — село, относится к Старобельскому району Луганской области Украины.
Население по переписи 2001 года составляло 1962 человека. Почтовый индекс — 92720. Телефонный код — 6461. Занимает площадь 5,499 км². Код КОАТУУ — 4425182001.
Возле села есть хвойные леса и детские оздоровительные лагеря.

## Местный совет
92720, Луганская обл., Старобельский р-н, с. Лиман, ул. Дыбка, 102.